# کیکاپو (شهرستان ورنون، ویسکانسین)
کیکاپو (به انگلیسی: Kickapoo) یک منطقهٔ مسکونی در ایالات متحده آمریکا است که در شهرستان ورنن، ویسکانسین واقع شده‌است. کیکاپو ۹۸٫۱ کیلومتر مربع مساحت و ۵۶۶ نفر جمعیت دارد و ۲۲۴ متر بالاتر از سطح دریا واقع شده‌است.